# Edwin Jongejans

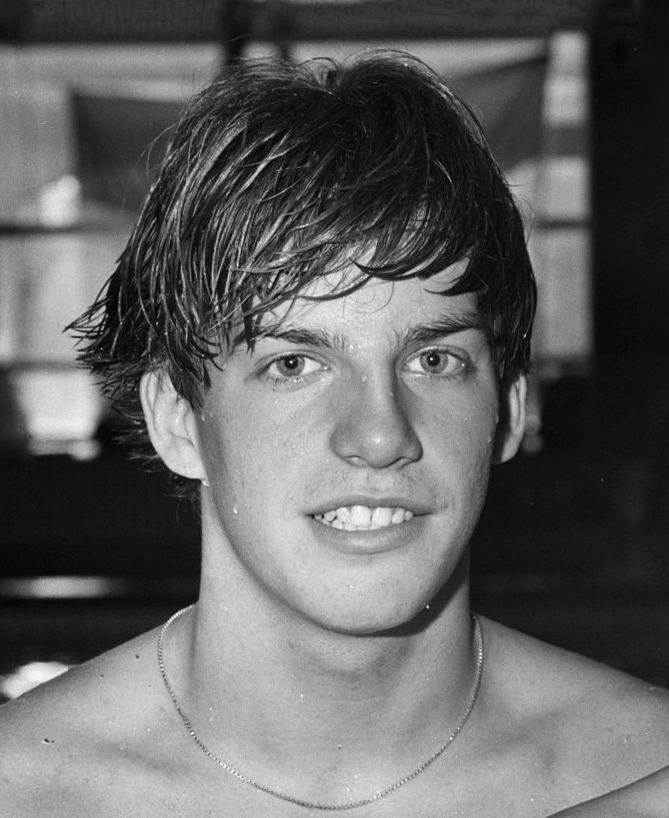
Edwin Jongejans in 1984

Edwin Jongejans (Badhoevedorp, 18 december 1966) is een voormalig internationaal schoonspringer uit Nederland, die zijn grootste succes behaalde in 1991 toen hij wereldkampioen werd op de (niet-olympische) eenmeterplank. Sinds 1 januari 2018 is Jongejans bondscoach van de Nederlandse schoonspringers.
Als springer werd Jongejans - naast wereldkampioen - tweemaal Europees kampioen op de eenmeterplank, in 1989 en 1995. Hiermee is hij de meest succesvolle Nederlandse schoonspringer uit de geschiedenis tot nu toe. Na zijn wereldtitel werd hij, samen met bokser Arnold Vanderlyde, gekozen tot Sportman van het jaar.
Twee keer deed hij mee aan de Olympische Spelen, in 1988 (Seoel) en 1992 (Barcelona).
Na zijn actieve sportloopbaan werd Jongejans coach. Hij was enige jaren bondscoach van de Nederlandse schoonspringers, en ging later trainen in Leeds. Op de Olympische Spelen in Rio de Janeiro wonnen zijn pupillen Jack Laugher en Chris Mears goud bij het 3 meter synchroonspringen. In 2018 keerde hij terug naar Nederland. 
Zijn zus Daphne was eveneens actief als schoonspringster.
In 2003 won Jongejans het NK Bommetje in Stadskanaal. Vanaf de driemeterplank wist hij met zijn duik het water 8,90 meter hoog te laten komen. In 2001 speelde hij een rol in de televisiefilm Ochtendzwemmers.